# لورتا نمت
لورتا نمت (مجاری: Németh Loretta؛ زادهٔ ۹ دسامبر ۱۹۹۵) بازیکن فوتبال اهل مجارستان است.
وی همچنین در تیم ملی فوتبال زنان مجارستان بازی کرده‌است.